# Carlo Reimann
Carlo Reimann (* 29. September 2001 in Leipzig) ist ein deutscher American-Football-Spieler auf der Position des Defensive Ends.

## Werdegang
Reimann begann 2018 im Nachwuchs der Leipzig Hawks mit dem American Football und kam dort zunächst als Tight End zum Einsatz. 2019 reiste er gemeinsam mit der nordrhein-westfälischen Landesjugendauswahl GreenMachine in die USA, um in verschiedenen Trainingseinheiten und Scrimmages gegen ansässige Highschools Erfahrungen sammeln zu können. Zu seiner ersten Herrensaison wechselte er 2021 zu den Dresden Monarchs in die German Football League (GFL). Beim Team aus der sächsischen Hauptstadt wurde er zum Defensive End umgeschult. Mit zehn Tackles, darunter zwei Tackles für Raumverlust, trug Reimann zum Gewinn der deutschen Meisterschaft bei. Reimann verpasste verletzungsbedingt die Saison 2022.
Für die Saison 2023 unterschrieb Reimann einen Vertrag bei den Leipzig Kings aus der European League of Football (ELF).

### Saisonstatistiken
| Jahr                                            | Team             | Spiele | Tackles | Tackles | Tackles | Tackles | Tackles | Interceptions | Interceptions | Interceptions | Interceptions | Interceptions | Fumbles | Fumbles |
| Jahr                                            | Team             | Spiele | Total   | Solo    | Ast     | TFL     | Sack    | PD            | BrUp          | INT           | Yds           | TD            | FF      | FR      |
| ----------------------------------------------- | ---------------- | ------ | ------- | ------- | ------- | ------- | ------- | ------------- | ------------- | ------------- | ------------- | ------------- | ------- | ------- |
| German Football League                          |                  |        |         |         |         |         |         |               |               |               |               |               |         |         |
| 2021                                            | Dresden Monarchs | 13     | 10      | 6       | 4       | 2       | 0       | 0             | 0             | 0             | 0             | 0             | 0       | 0       |
| 2022                                            | Dresden Monarchs | 0      | 0       | 0       | 0       | 0       | 0       | 0             | 0             | 0             | 0             | 0             | 0       | 0       |
| GFL Gesamt                                      | GFL Gesamt       | 13     | 10      | 6       | 4       | 2       | 0       | 0             | 0             | 0             | 0             | 0             | 0       | 0       |
| European League of Football                     |                  |        |         |         |         |         |         |               |               |               |               |               |         |         |
| 2023                                            | Leipzig Kings    | 5      | 7       | 2       | 5       | 0,5     | 0       |               | 0             | 0             | 0             | 0             | 0       | 0       |
| ELF Gesamt                                      | ELF Gesamt       | 5      | 7       | 2       | 5       | 0,5     | 0       |               | 0             | 0             | 0             | 0             | 0       | 0       |
| Quellen: stats.gfl.info, sportsmetrics.football |                  |        |         |         |         |         |         |               |               |               |               |               |         |         |

## Privates
Reimann begann ein Studium in Wirtschaftsinformatik.